# بچه‌های بهشت (مجموعه تلویزیونی ۱۳۸۷)
بچه‌های بهشت نام یک مجموعه تلویزیونی به کارگردانی خسرو معصومی است که در سال ۱۳۸۸–۱۳۸۷ برای شبکهٔ ۲ در ۱۳ قسمت ۴۰ دقیقه‌ای تولید و در سال ۱۳۸۹ از آن شبکه پخش شد. فیلمبرداری این مجموعه تلویزیونی در پل سفید مازندران انجام شد.

## داستان فیلم
این مجموعه تلویزیونی که در مرکز سیمافیلم ساخته شده سرگذشت دو نوجوان دبیرستانی به نام‌های قاسم و مهران را در بستر انقلاب و تا سنین بزرگسالی روایت می‌کند که هر قسمت، ضمن حفظ استقلال، به روایت کلی داستان پیوند می‌خورد.. 